# Blutenburger Madonna

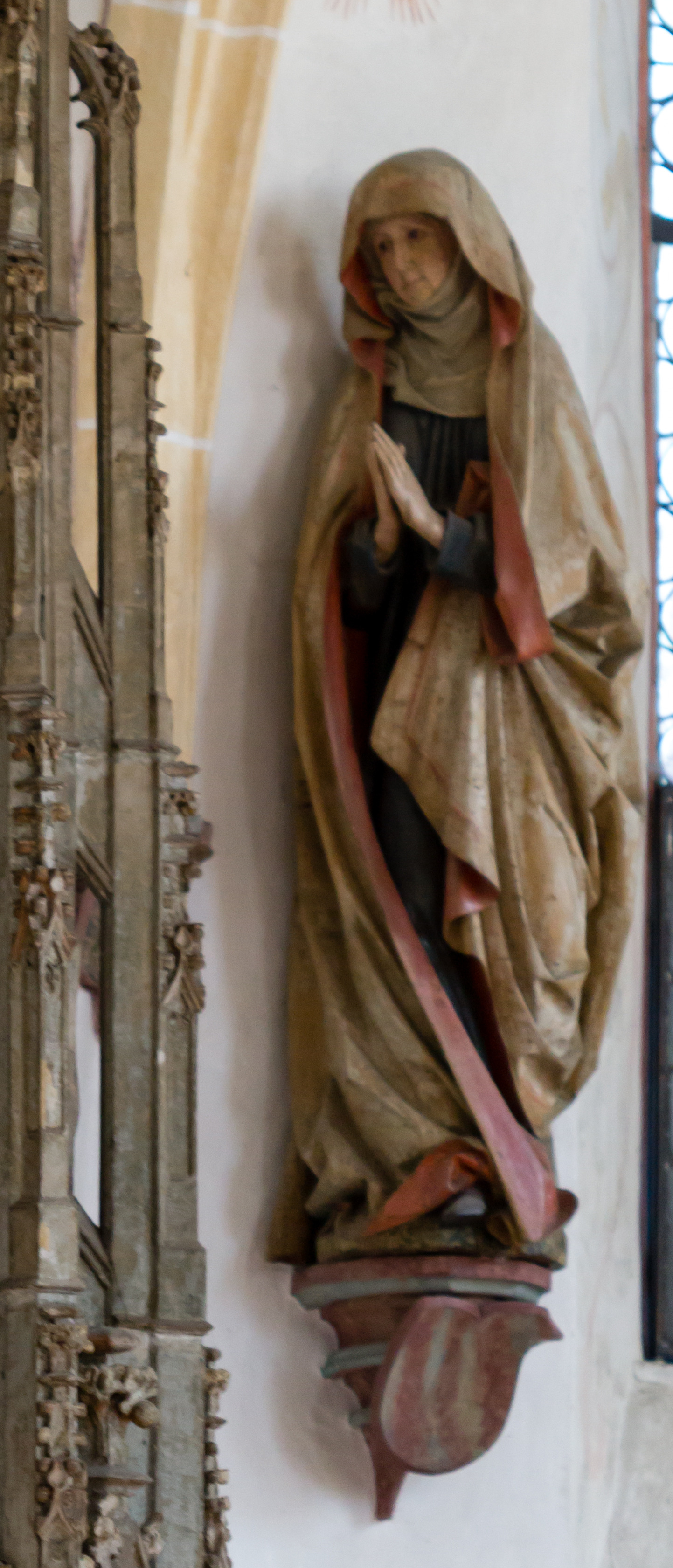
Blutenburger Madonna in der Schlosskapelle Blutenburg

Die Blutenburger Madonna in der Schlosskapelle Blutenburg ist eine Mariendarstellung aus der Zeit der Gotik. Sie gehört zu den wichtigsten Werken der bayerischen Spätgotik.

## Schöpfer
Ein unbekannter Meister, der wahrscheinlich dem Kreis um Erasmus Grasser angehörte, schuf diese und wohl auch  einige weitere Blutenburger Holzfiguren um 1490. Über seine Identität wurden verschiedene Mutmaßungen angestellt.
In Joseph Dippels Handbuch der Ästhetik und der Geschichte der bildenden Künste ist zu lesen: „Diese kunstvollen Holzschnitzwerke in Blutenburg zeichnet lebhafte Empfindung, Mannigfaltigkeit der Charakteristik und feine Gewandbehandlung aus. An Schönheit der Gesichts- und Handbehandlung, an Innigkeit und Zartheit des Gefühlsausdruckes übertrifft aber die zum Heilande gewendete Madonna die übrigen Statuen.“ Dippel vergleicht in diesem Werk die Blutenburger Madonna mit der Madonna von Gnadenberg bei Altdorf und stellt „merkwürdige Übereinstimmungsmerkmale zwischen diesen Werken der fränkischen und bayerischen Bildhauerschule“ fest.
Wilhelm Bode bezeichnet die 14 von Herzog Siegmund im Jahr 1496 gestifteten Holzfiguren in der Blutenburger Kapelle – neben der Marienfigur handelt es sich noch um Darstellungen Christi und der zwölf Apostel – als die wahrscheinlich „bekanntesten und ausgezeichnetsten Bildwerke Bayerns“ und hebt unter diesen die Madonna noch einmal extra hervor. Sie sei „wohl die schönste von allen diesen Figuren“, stelle ein Zeugnis eines „ganz ungewöhnlichen Schönheitssinnes, der sich hier mit der Tiefe der Empfindung“ vereinige, dar und rage nicht nur über die bayerische, sondern auch über die gesamte deutsche Kunst dieser Epoche hinaus.
Mitunter wird der Münchner Bildhauer Markus Haldner als Schöpfer der Blutenburger Holzfiguren in Betracht gezogen.

## Beschreibung
Die stehende Madonna ohne Kind ist an der Rückwand der Schlosskapelle links neben dem Hauptaltar so angebracht, dass sie sich der Statue  „Christus als Schmerzensmann“ neben dem fialenartigen Aufsatz des Sakramentshauses zuwendet. Maria hält ihren Kopf leicht geneigt und hat ihre Hände zum Gebet zusammengelegt. Ihr Antlitz ist ernst. Sie trägt ein blaues Untergewand und einen goldenen Mantel mit roter Innenseite und reichem Faltenwurf, der ihr Haupt bedeckt und ihre Füße umhüllt. In einem Reiseführer aus jüngerer Zeit wird sie als Abbild „einer gütig-frommen Bürgersfrau“ bezeichnet.

## Diebstahl
Die Madonna hatte ihren Standort seit ihrer Stiftung in der Blutenburger Schlosskapelle, bis sie im Januar 1971 gestohlen wurde. Die drei Täter wurden im Februar 1972 zu mehrjährigen Gefängnisstrafen verurteilt. Die Namen der Täter wurden acht Jahre später in Johann Freudenreichs Buch Bayerische Spitzbuben veröffentlicht. Die Diebe, die inzwischen wegen ähnlicher Delikte wieder in Haft waren, reichten gegen den Verlag Klage ein und waren vor dem Oberlandesgericht erfolgreich: Aus Gründen des Persönlichkeitsschutzes darf das Buch in dieser Form nicht mehr vertrieben werden.
Freudenreich schilderte den Fall wie folgt: Am späten Abend des 20. Januar 1971 drangen Karl-Heinz G. und Peter M. durch ein Fenster, dessen Riegel einige Tage vorher während eines Besuchs in der Kapelle zurückgeschoben worden waren, in die Blutenburger Schlosskapelle ein. Der Kopf der Bande, Bernd V., wartete außerhalb des Gebäudes, um die Beute entgegenzunehmen. Außer der Blutenburger Madonna entwendeten die Täter noch zwei Engels-, eine Christus- und eine Marienhalbfigur. V. transportierte die Figuren dann in seinem Auto ab. Wo er sie zunächst unterbrachte, ist unbekannt. Etwa einen Monat nach dem Diebstahl fragte er telefonisch bei dem Schauspieler Walter Sedlmayr, den er 1970 auf dem Oktoberfest kennengelernt hatte, an, ob er Umzugsgut auf dessen Dachboden deponieren dürfe. Sedlmayr gestattete ihm dies, ohne zu ahnen, was das Paket enthielt. Nachdem die Kunstdiebe der Presse entnommen hatten, dass die Blutenburger Madonna wegen ihres hohen Bekanntheitsgrades auf dem illegalen Kunstmarkt kaum abzusetzen sein würde, beschlossen sie, die Statue stattdessen für 300.000 DM dem Freistaat Bayern anzubieten. V. nahm deswegen Kontakt zu seinem Rechtsanwalt Klaus von Schirach auf. Dieser erklärte sich V. gegenüber bereit, bei der geplanten Transaktion die Vermittlerrolle zu übernehmen, informierte jedoch gleichzeitig die Polizei. Die Verhandlungen führten jedoch zu keinem Erfolg, da Levin von Gumppenberg, der Präsident der Bayerischen Schlösserverwaltung, den Dieben nicht mehr als 100.000 DM anbot. Die Verhandlungen wurden daraufhin eingestellt, ohne dass der Anwalt den Namen seines Mandanten preisgegeben hätte. Unabhängig von dieser Aktion hatten sich jedoch mittlerweile Verdachtsmomente gegen V. ergeben, der am 21. März 1971 festgenommen wurde und kurz darauf ein Geständnis ablegte. Vom Polizeipräsidium aus rief er Sedlmayr an und klärte ihn darüber auf, dass sich die Blutenburger Madonna und die anderen gestohlenen Figuren in dessen Haus in Feldmoching befanden. Er versprach dem Schauspieler, die Madonna umgehend abholen zu lassen, ohne den Namen des Prominenten gegenüber der Polizei zu erwähnen. Tatsächlich holte V.s Freundin das Diebesgut bei Sedlmayr ab und übergab es dem Rechtsanwalt Rolf Bossi. V. hielt allerdings sein Versprechen, Sedlmayr nicht zu belasten, nicht, sondern gab gegenüber der Polizei an, der Schauspieler habe ihn zu dem Diebstahl angestiftet und handle mit Hehlerware. Sedlmayr wurde daraufhin in Untersuchungshaft genommen; seine Sammlung von Sakralfiguren wurde überprüft. Bis der Schauspieler rehabilitiert war, vergingen zwei Jahre. Ein Nebeneffekt dieser Vorfälle war, dass Sedlmayr in dem Kriminalisten Hans Lindinger, der mit der Untersuchung betraut war, den Prototyp des unbestechlichen Polizisten kennenlernte, nach dessen Vorbild er später seine Rollen gestaltete, wenn er als Polizist vor der Kamera agieren musste.